# I. J. Kay
I. J. Kay (geboren 1961 in Suffolk) ist das Pseudonym einer britischen Schriftstellerin.

## Leben
Kays Roman Nördlich der Mondberge erschien 2012 und wurde von der englischen und amerikanischen Literaturkritik hoch gelobt. Er wurde 2013 mit dem englischen Authors’ Club First Novel Award ausgezeichnet. I. J. Kay lebt in Bristol und Gambia.

## Werke
- Mountains of the moon. New York : Farrar, Straus and Giroux, 2012
  - Nördlich der Mondberge : Roman. Übersetzung Steffen Jacobs. Köln : Kiepenheuer & Witsch, 2015